# Дрібрюгген
Дрібрюгген (нід. Driebruggen) — село в нідерландській провінції Південна Голландія. Входить до муніципалітету Бодегравен-Реувейк.
Його площа становить 6,38 км², а населення станом на 2021 рік складало 2 005 осіб.
Між 1964 і 1989 роками мало статус окремого муніципалітету.

## Галерея

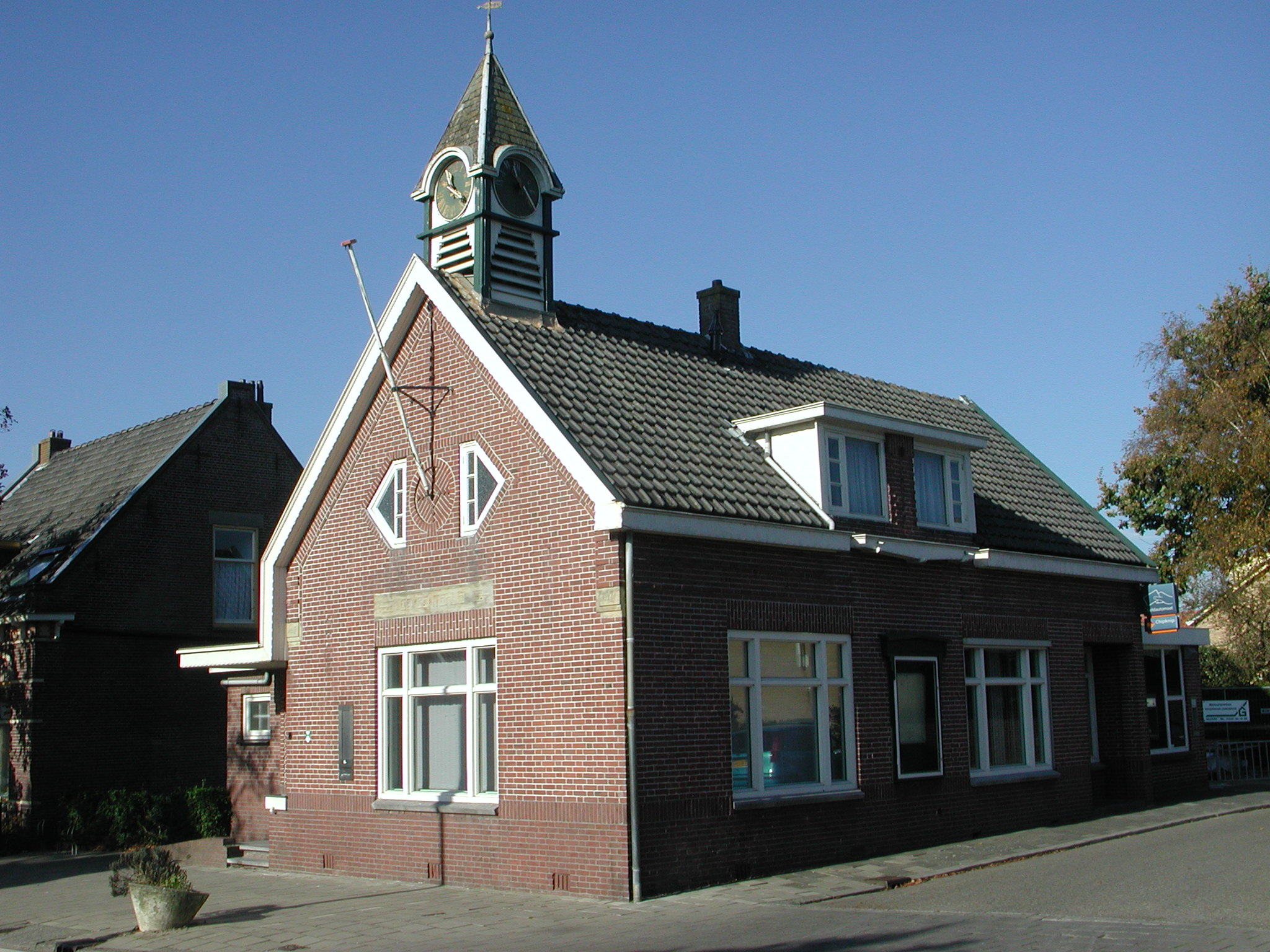
Будівля колишньої мерії
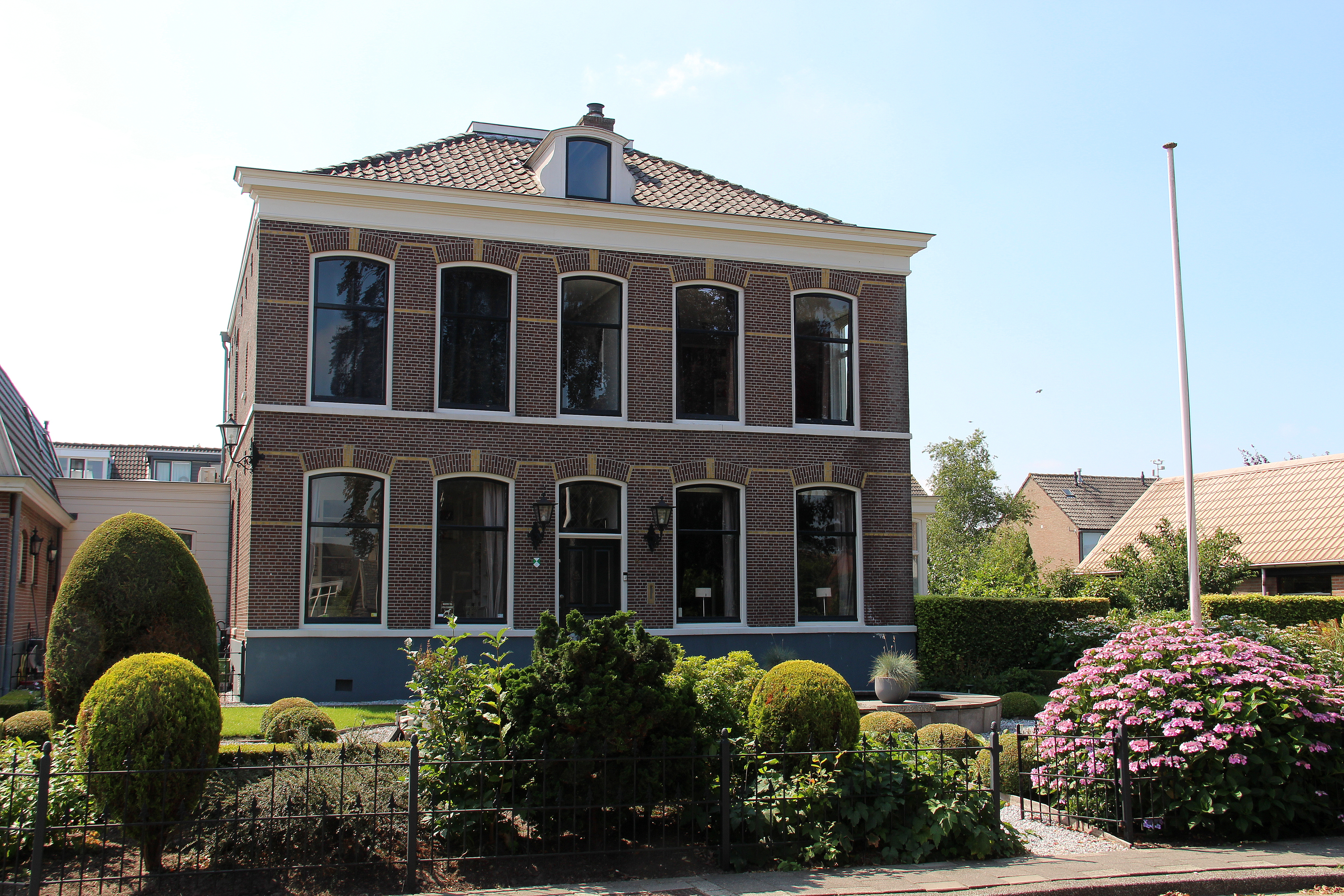
Вілла в Дрібрюггені
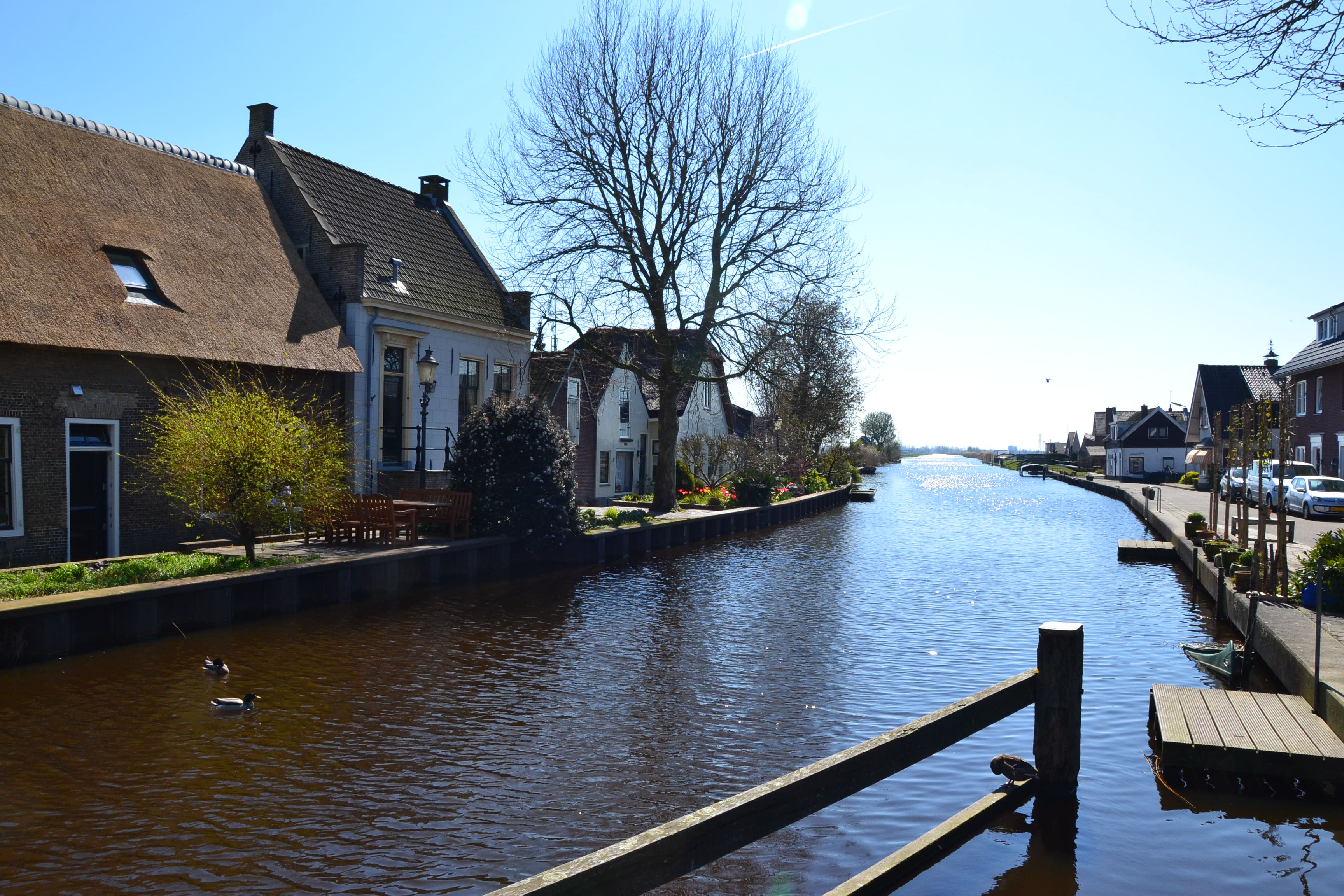
Вид на канал у селі